# Вілла Джулія
 Вілла Джулія або Національний музей вілла Джулія (італ. Villa Giulia) — відома в Римі і в західноєвропейській історії пам'ятка архітектури доби маньєризму. Нині використовується як  Національний музей етруського мистецтва.

## В середині 16 ст

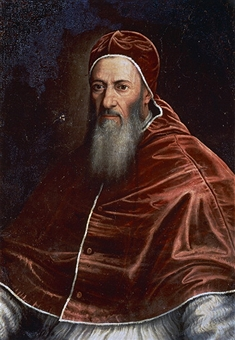
Художник Шипіоне Пульчоне, папа Юлій III.

Замовником вілли був папа римський Юлій III. Він обіймав папський престол лише п'ять років. Традиція створення заміських вілл була ним підтримана. Він і розпорядився створити літню резиденцію (Villa Suburbana) для себе поблизу виноградника в тодішньому передмісті Риму. Проект створив архітектор Джакомо да Віньола. Будував споруду архітектор і скульптор Бартоломео Амманаті. До створення заміського палацу доклали зусиль сам Мікеланджело Буонарротті та Джорджо Вазарі, що теж займався архітектурою. Упорались з побудовою за три роки (1551–1553).

## Опис споруди
Фасад з боку вулиці мав два поверхи і уступчасту конфігурацію. Центр фасаду висунутий уперед і прикрашений рустом і аркадою у три вікна по другому поверху. Неширокий фасад добре приховував справжні розміри видовжених корпусів споруди. Вілла побудована на схилі і наче розгорталась і збільшувалась у глибину, залишаючись вузькою спорудою.

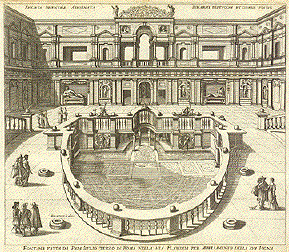
Дворик вілли з німфеєм.

Невелика за розмірами, вілла вже справжній садово-парковий ансамбль нового типу. Побудова на єдиній о́сі, строга симетрія всіх частин, підкорення терас будівлям, цій симетрії відповідає і партер (сад). Знайшли своє місце в ансамблі також напівкруглі сходинки, німфей, грот, фонтан, притаманні майбутнім садам бароко. Бартоломео Амманаті створює не стільки житлові приміщення, скільки низку напівпрозорих лоджий і галерей, призначених для бесід і прогулянок небагатьох впливових осіб. Невелика за площею вілла насичена дещо штучною архітектурою, котра наче перенесена сюди з фантазійної театральної декорації, призначеної не стільки для життя, скільки для пишних церемоній папського двору. Особливо вражали фантазійна лоджія першого двору і підковоподібні сходинки, запропоновані і вибудувані Амманаті. Схожі еліпсоїдні сходинки планував вибудувати на віллі Мадама ще Рафаель Санті. В зменшеному масштабі сходинки і відтворив Амманаті.
Від попередньої доби відродження ансамбль і сад узяли не дуже великі розміри, надзвичайну насиченість різною архітектурою і відокремленість від навколишнього середовища (сад приховують кам'яні стіни-огорожа). Парадних приміщень було небагато. Зате створено три внутрішні двори і затишний німфей, де можна ховались від римської спеки. За віллою насадили три виноградники. Воду для вілли постачав той же акведук в ім'я Богородиці, що і для відомого римського фонтану ді Треві. Неподалік розташована і вілла Боргезе.
Ансамбль перекидав місток традиції від проекту Донато Браманте у дворі Бельведер (нині знищений) до парадних і більших за розмірами комплексів 17 — 18 століть і далі, не оминаючи і 19-го.

## В 17-18 ст
Ставлення до вілли було різним. Зміна пап на престолі обумовила і зміни у ставленні до вілли. ЇЇ розділили на ділянки. Приміщення відвели для племінника чергового папи з роду Борромео. Виноградники відокремили від вілли і ті мали другого володаря.

## В 19— 20ст

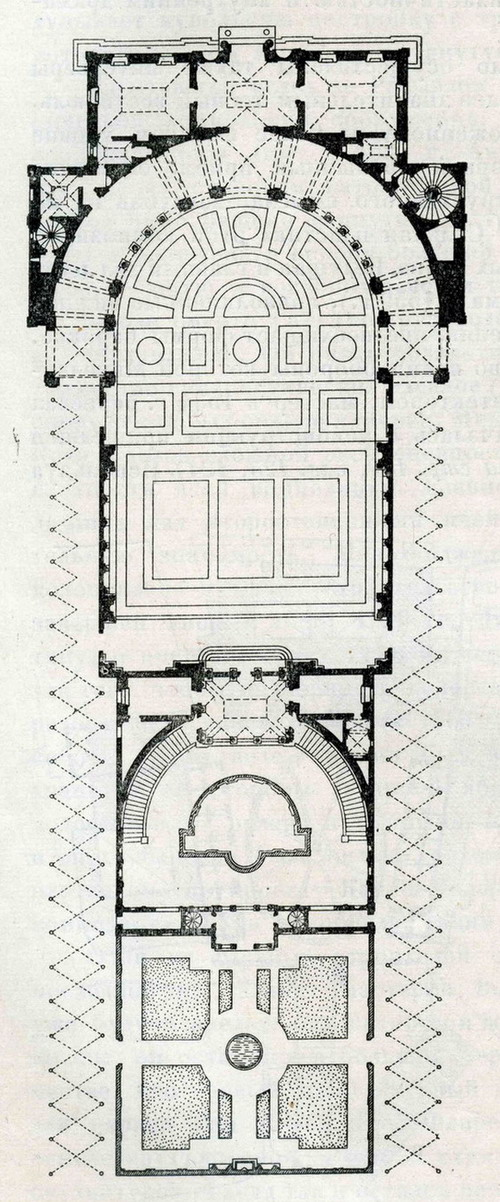
Арх. Віньола. Вілла Джулія, поземний план

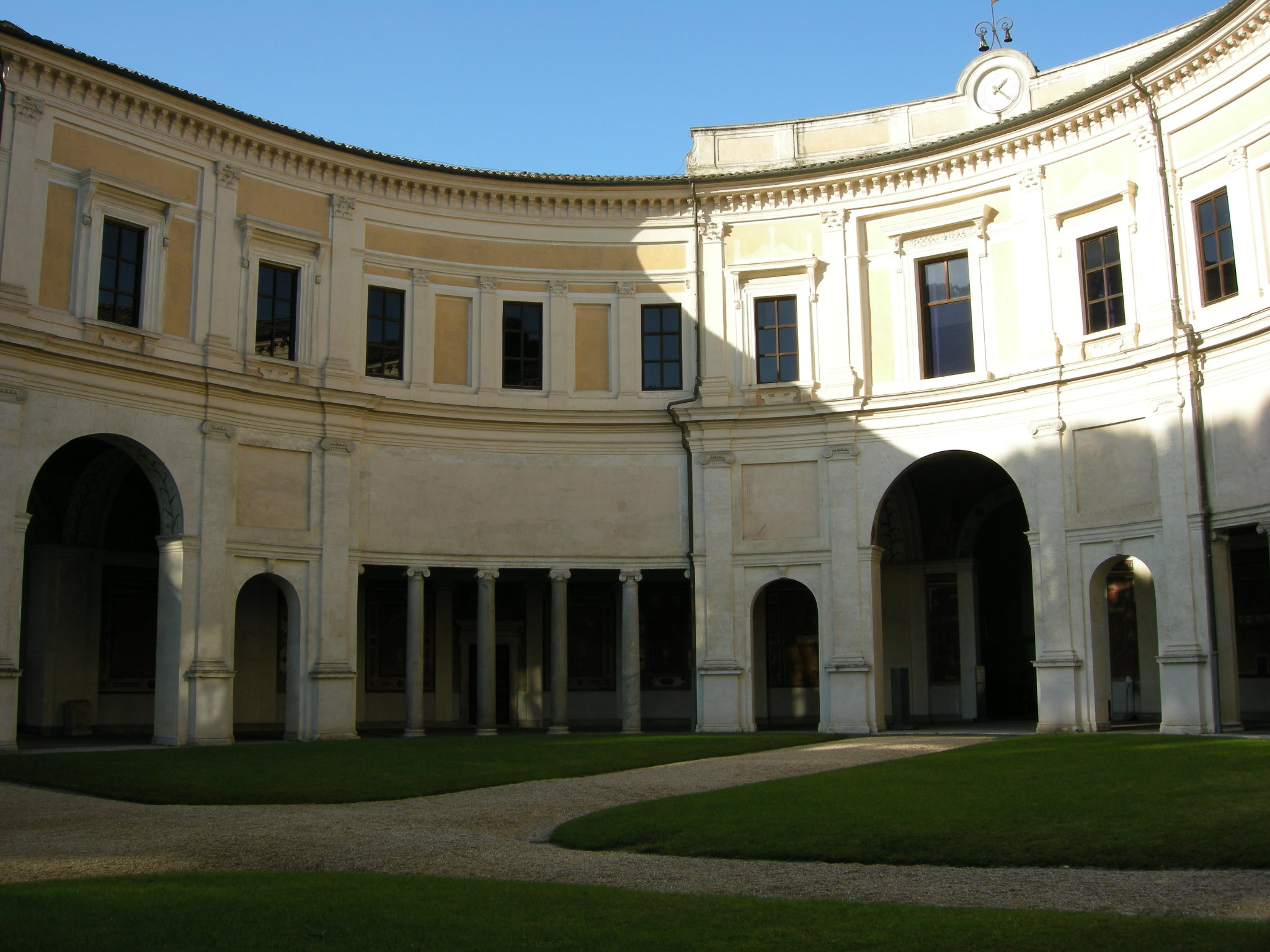
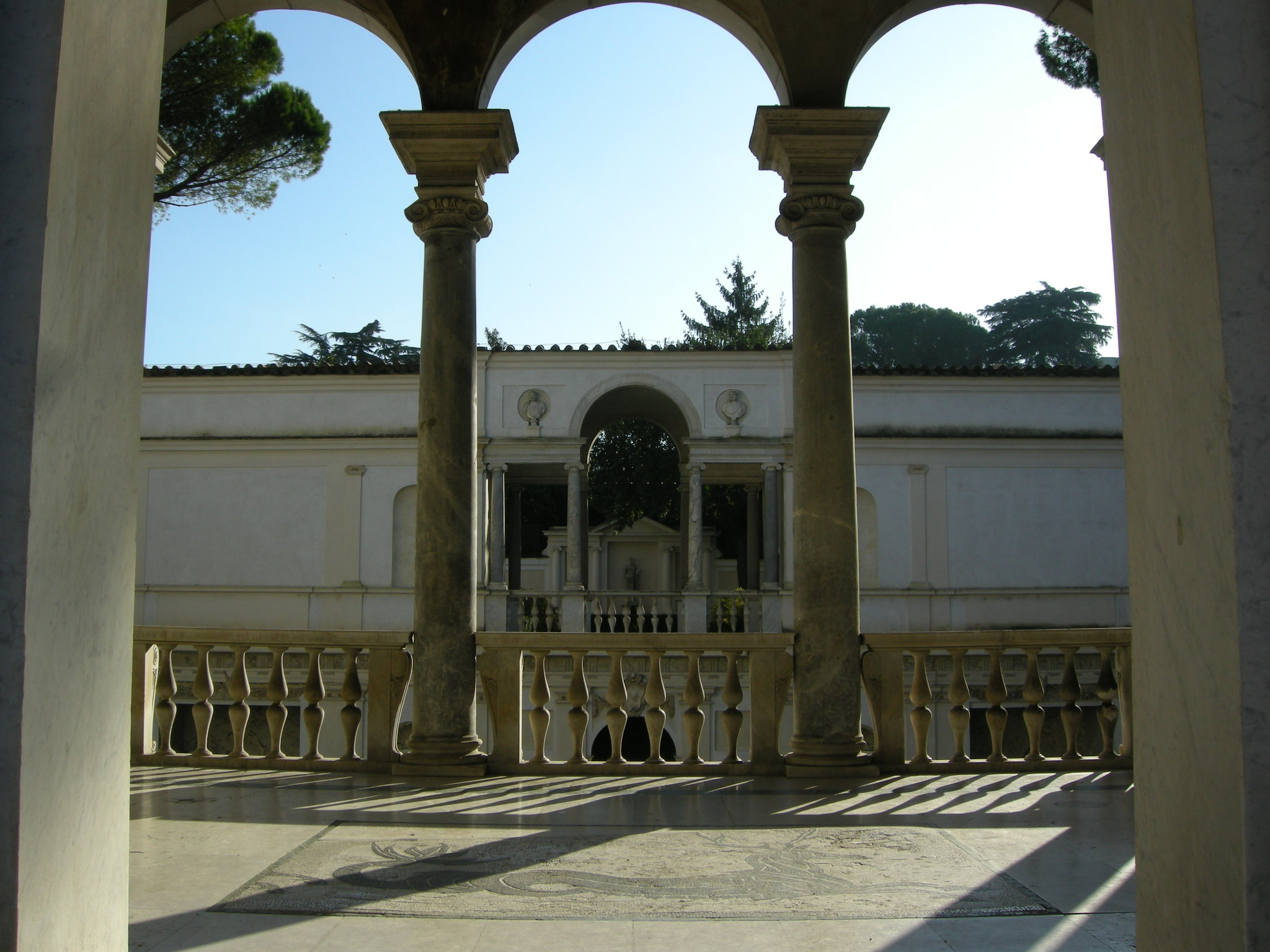
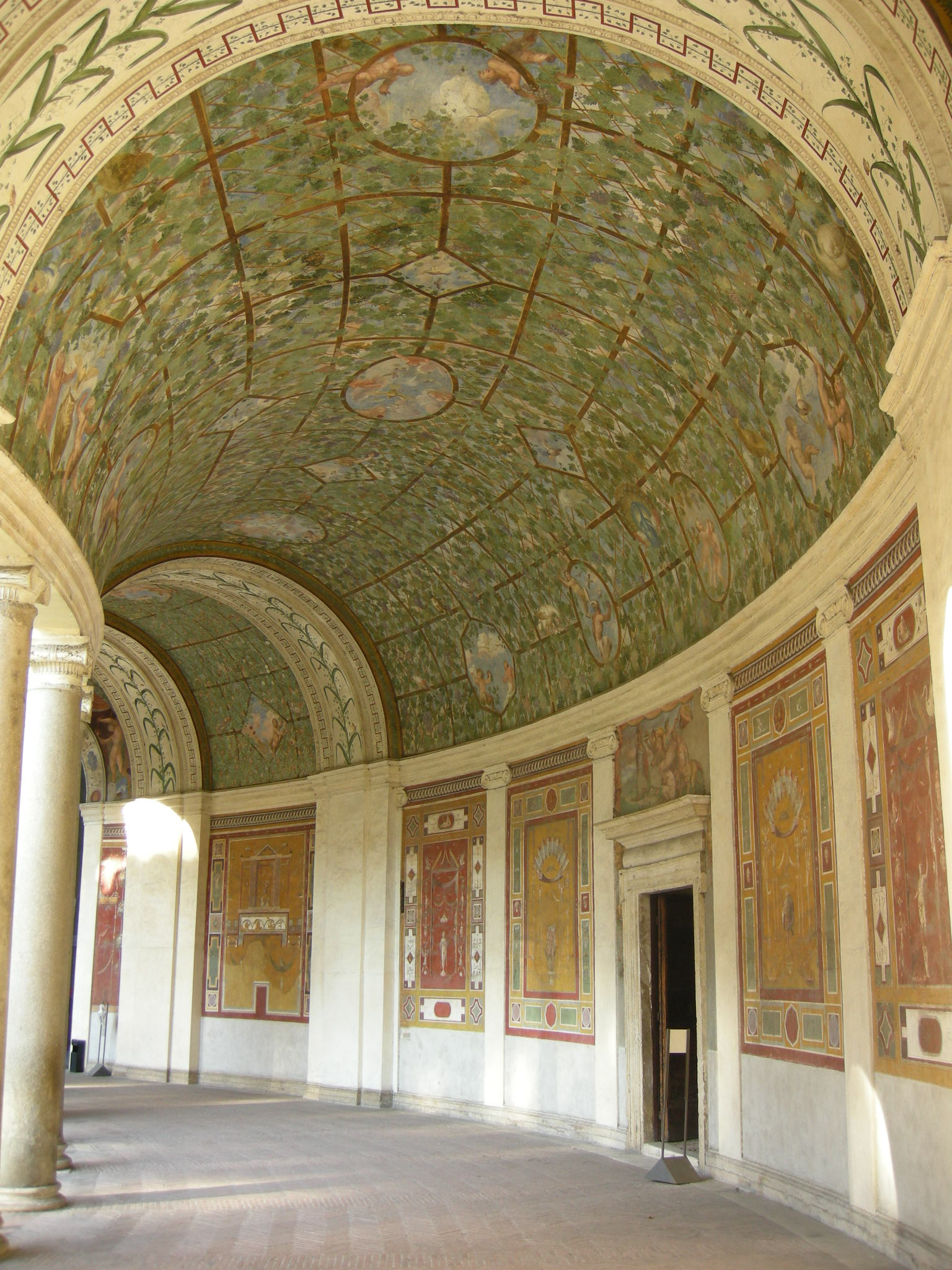
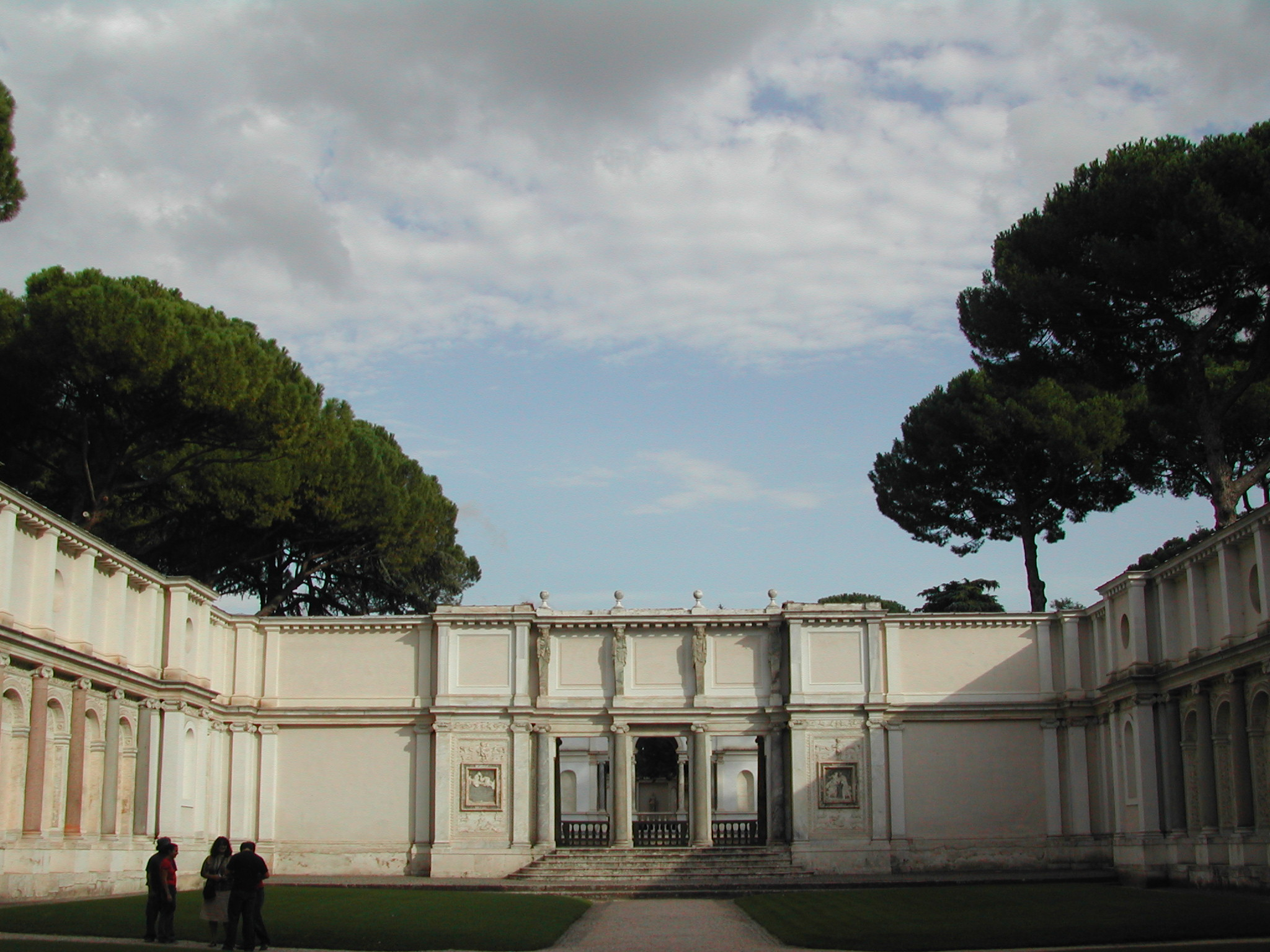

У 19 ст. вілла занепапа. У 1869 році з ініціативи папи Пія IX проведена реставрація споруд вілли. А вже у 1870 році частка майна пап відійшла до новоствореного Італійського королівства. Серед цього майна була і вілла Джулія.
Споруда перестала бути заміським палацом, де хазяйнували військові і була складом, військовим шпиталем, ветеринарною школою.
У 1870-ті роки в Італії розпочалися археологічні розкопки і дослідження пагорбів провінції Вітербо (Монті Циміні). Накопичені археологічні знахідки згодом виставили на віллі Джулія.
У 1889 році був створений музей доримських старожитностей, який і розмістили на віллі Джулія. Його сучасна назва — Національний музей етрусків вілла Джулія. Зали вілли перебудовані під музейні вимоги. В експозиції переважають археологічні знахідки, що відносяться до етрусків, народу, підкореного і «розчиненого» у римлянах. Серед експонатів як державні, так і приватні колекції.